# Jean Reno
Jean Reno, ursprungligen Juan Moreno y Herrera-Jiménez, född 30 juli 1948 i Casablanca, Marocko, är en fransk skådespelare.
Reno föddes av spanska (andalusiska) föräldrar som slagit sig ner i franskkontrollerade Marocko för att undkomma diktatorn Francos styre i hemlandet. När Reno var tolv år flyttade han med sin familj till Frankrike.
Reno slog igenom i filmen Det stora blå (1988) och har sedan varit med i flera andra av Luc Bessons filmer. Ett par år senare följde filmen Léon (1994) som gjorde honom väldigt känd. Sedan dess har han även medverkat i flera amerikanska filmer.

## Filmografi i urval
- 1983 – Den sista striden
- 1985 – Subway
- 1988 – Det stora blå
- 1990 – Nikita
- 1992 – Porco Rosso (franskspråkiga versionen)
- 1993 – Visitörerna
- 1994 – Léon
- 1995 – French Kiss
- 1996 – Mission: Impossible
- 1997 – Roseanna's Grave
- 1998 – Visitörerna 2
- 1998 – Godzilla
- 1998 – Ronin
- 1999 – Tripwire
- 2001 – De blodröda floderna
- 2001 – Just Visiting
- 2001 – Wasabi
- 2002 – Jet Lag
- 2002 – Rollerball
- 2003 – Håll käft!
- 2004 – De blodröda floderna II
- 2004 – Hotel Rwanda
- 2005 – Vargarnas rike
- 2005 – Tigern och snön
- 2006 – Flyboys
- 2006 – Rosa pantern
- 2006 – Da Vinci-koden
- 2006 – Bortspolad (röst)
- 2009 – Rosa pantern 2
- 2009 – Trubbel i paradiset
- 2010 – 22 Bullets
- 2020 – Da 5 Bloods
- 2020 – Flykten över Pyrenéerna
- 2025 – Tuner